# Karoline Arn
Karoline Arn, née le 30 octobre 1969 à Münchenbuchsee, est une historienne, auteure, journaliste et éditrice suisse à la radio SRF. Elle est également  réalisatrice et scénariste de cinéma, et vit à Münchenbuchsee.

## Biographie
Karoline Arn, est née en octobre 1969. Elle suit une formation de professeure d'école primaire qu'elle obtient en 1990. De 1992 à 2000 elle étudie l'histoire et la philosophie à l'Université de Berne et poursuit en 2001-2002 des études de troisième cycle en journalisme à l'école suisse de journalisme, le MAZ (de) de Lucerne. En 2002 elle est éditrice à la Schweizer Radio DRS (Radio der deutschen und rätoromanischen Schweiz (SR DRS)) qui fusionne en 2011 au sein de la SRF sous le nom de Radio SRF (Schweizer Radio und Fernsehen). Depuis 2006 elle est éditrice au Regionaljournal Bern Freiburg Wallis.

## Filmographie
- 2006 : Le Capital de maman[5], documentaire TV de 59 min, scénario et réalisation (avec Martina Rieder)[6]
- 2010 : Jeune & Yéniche[7], long-métrage, co-scénariste et co-réalisatrice (avec Martina Rieder)[8]
- 2017 : Yéniche Sounds (Unerhört jenisch)[9], long-métrage, co-scénariste, co-réalisatrice et son ; avec Stephan Eicher et Erich Eicher

## Festivals et récompenses
En 2007, présentation au 42e Festival du film de Soleure du film documentaire Müetis Kapital (Le capital de maman) de Karoline Arn et Martina Rieder
En 2011, présentation au 46e Festival du film de Soleure du film Jung und Jenisch de Karoline Arn et Martina Rieder.
En 2017, présentation du film Unerhört jenisch (Yenish Sounds) de Karoline Arn et Martina Rieder :
- janvier 2017, au 52e Festival du film de Soleure
- avril 2017, au 23e Visions du Réel Festival international de cinéma Nyon[13] dans la catégorie "Projections spéciales"
- août 2017, au 70e Festival du Film de Locarno[14]
- août 2017, au 30e Festival de Freistadt ; Prix du Public